# Józef Granatowicz

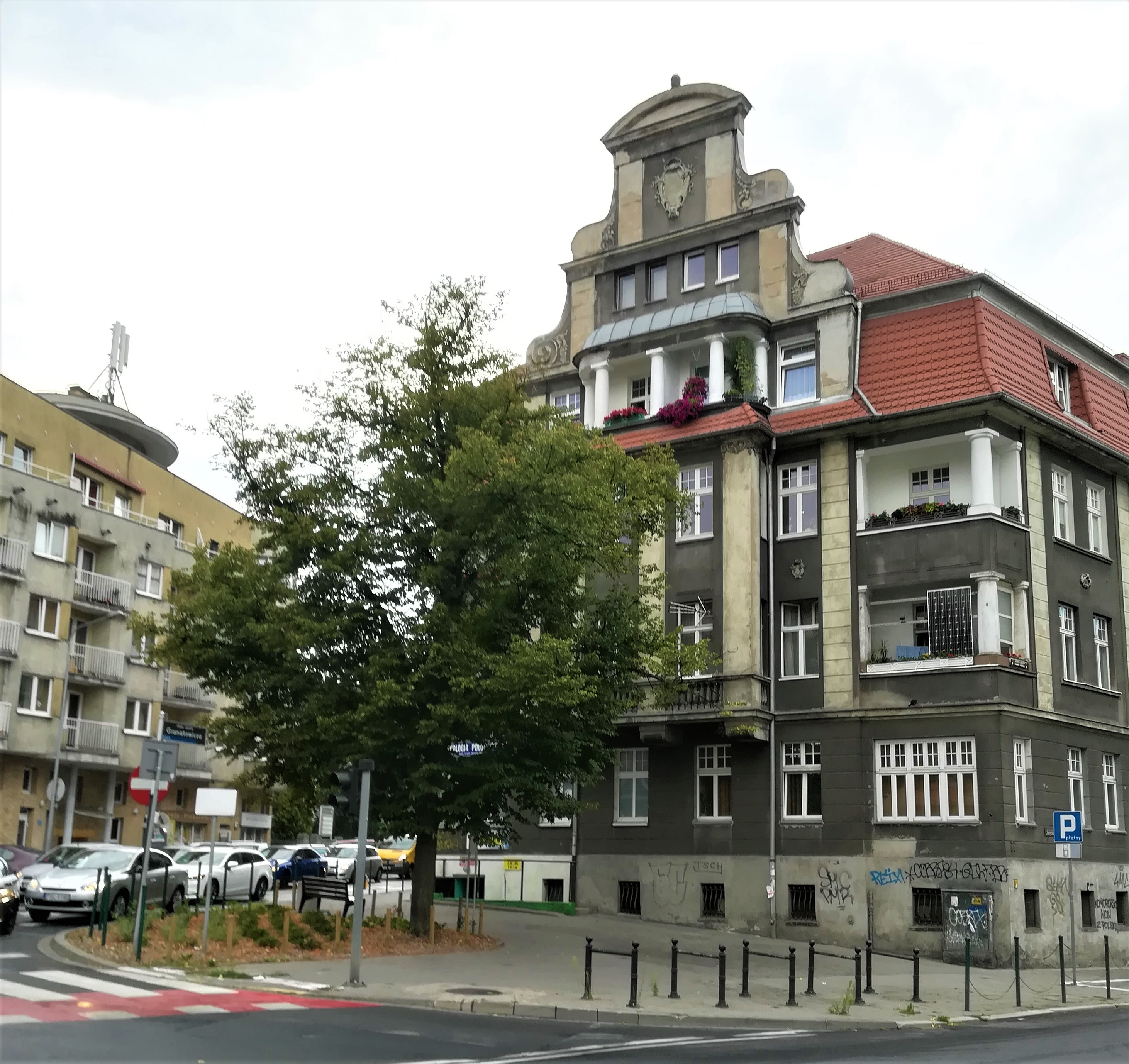
Skwer Józefa Granatowicza w Poznaniu

Józef Granatowicz (ur. 24 maja 1901 w Moguncji, zm. 24 listopada 1978 w Poznaniu) – polski lekarz, chirurg, członek podziemia w czasie okupacji niemieckiej, organizator szpitalnictwa, wykładowca i działacz antynikotynowy.

## Życiorys
Urodził się w polskiej rodzinie o tradycjach patriotycznych. W 1919 powrócił do Polski wraz z armią generała Hallera. Maturę zdał w 1921 w Gimnazjum im. Karola Marcinkowskiego w Poznaniu i podjął studia na Wydziale Lekarskim Uniwersytetu Poznańskiego. Doktorem nauk lekarskich został w 1927. Pierwszą pracę podjął w poznańskiej Lecznicy Kolejowej, a od 1930 pracował w Klinice Chirurgicznej Uniwersytetu Poznańskiego, jako asystent doktora Antoniego Jurasza (napisał o nim potem wspomnienie). Odbywał podróże naukowe do Sztokholmu, Hamburga i Wiednia. Do 1939 opublikował czternaście prac naukowych.
W kampanii wrześniowej brał udział jako lekarz. Wywiózł rad z Kliniki Uniwersyteckiej w Poznaniu i przekazał go do Dowództwa Obrony Warszawy. Do października 1939 pracował jako chirurg w Wojskowym Szpitalu Ujazdowskim w Warszawie. Za szczególne zasługi w tym czasie otrzymał Krzyż Walecznych. Po kapitulacji wrócił do Poznania, ale musiał stąd uchodzić, ponieważ za wywiezienie radu poszukiwało go Gestapo. Przejściowo przebywał w Krakowie, a następnie w Warszawie, do końca okupacji. Był m.in. ordynatorem Lecznicy „Omega”. Współpracował z państwem podziemnym, uratował jednego z uczestników zamachu na Franza Kutscherę. Podczas powstania warszawskiego ratował powstańców i ludność cywilną.
Po usunięciu Niemców powrócił po raz trzeci do Poznania, gdzie 1 stycznia 1946 został ordynatorem Oddziału Chirurgicznego oraz dyrektorem szpitala sióstr Elżbietanek przy ulicy Łąkowej (pod jego kierownictwem pracował tu m.in. doktor Kazimierz Hołoga). Po likwidacji tej lecznicy pracował w swoim oddziale przeniesionym na ulicę Garbary, a potem w szpitalu na ulicy Szkolnej.
W lipcu 1953 został ordynatorem Oddziału Chirurgicznego oraz dyrektorem Szpitala im. Franciszka Raszei przy ulicy Mickiewicza. Placówkę zorganizował od podstaw, dokonując m.in. przebudowy części obiektów. W tym czasie wykładał też w Szkole Pielęgniarskiej, prowadził kursy i ćwiczenia dla studentów medycyny, działał w Izbie Lekarskiej, a także w Towarzystwie Chirurgów Polskich. W 1966 przeszedł w stan spoczynku, ale nadal pracował. Założył pierwszą w Polsce poradnię antynikotynową i udzielał się w Polskim Komitecie do Walki z Paleniem Tytoniu. W trakcie walk ulicznych Poznańskiego Czerwca (szczególnie intensywnych w rejonie szpitala) podjął decyzję o przekształceniu lecznicy w lazaret, ratując rannych demonstrantów oraz ubeków. Części powstańców pomógł wówczas uniknąć aresztowań i represji komunistycznych. W 2007 otrzymał za to pośmiertnie Krzyż Oficerski Orderu Odrodzenia Polski.

## Rodzina
Miał syna Stefana oraz córkę, Annę Kałwińską, także lekarzy.

## Upamiętnienie
Jego imię nadano w 2018 skwerowi u zbiegu ulic Jeżyckiej i Poznańskiej, na poznańskich Jeżycach, przy Szpitalu im. Franciszka Raszei. Inicjatorem projektu nadania nazwy była Fundacja Kochania Poznania.